# Бошнякович, Олег Драгомирович
Оле́г Драгоми́рович Бошняко́вич (9 мая 1920, Муром — 11 июня 2006, Москва) — русский пианист и педагог. Народный артист Российской Федерации (1995).

## Биография
Родился в гор. Муром (Владимирская обл.). Мать — Мать, Лариса Николаевна Сажина, всю жизнь проработала в Госплане СССР экономистом. Отец, Драгомир Петрович Бошнякович, не жил в семье. . В детстве под руководством своей тети А. Н. Клевцовой Б. получил первые уроки музыки.
В 1934 году поступил в Центральную музыкальную школу при Московской консерватории в класс Тамары Бобович. В 1942 году поступил в Московскую консерваторию в класс проф. Константина Игумновa. Окончил ее  с опозданием (в 1949) по причине заболевания и эвакуации в период Великой Отечественной войны. В 1949-1953 годах учился в аспирантуре ГМПИ имени Гнесиных у Генриха Нейгауза. В 1953 году начал работать там же концертмейстером вокального класса, c 1954 года преподавал на кафедре специального фортепиано, с 1979 года - доцент, c 1993 года - профессор РАМ имени Гнесиных.
С 1958 года в качестве артиста ВГКО (Всероссийского гастрольно-концертного объединения) Б. начал свою концертную деятельность, продолжавшуюся почти до конца жизни.  Как исполнитель он был известен во многих странах мира. Как писала американская газета "The Baltimore Sun": "Бошнякович стоит в ряду величайших пианистов последнего 50-летия". Давал сольные концерты в залах консерватории и в зале имени Чайковского. 
Фирма «Мелодия» выпустила 13 долгоиграющих пластинок с его записями произведений Чайковского, Рахманинова, Шопена, Моцарта, Прокофьева, Гранадоса и Альбениса. Его записи выходили во многих странах мира. Полное собрание на десяти компакт-дисках "Искусство Олега Бошняковича" было выпущенное фирмой "Denon" в Японии и получило восторженную оценку критиков (в списке классических музыкальных каталогов Японии оно относится к "бестселлерам")..
Генрих Нейгауз писал: «Бывшего моего воспитанника Олега Бошняковича я ценю очень высоко, как пианиста и музыканта. Концерт из любых произведений в его исполнении оставляет радостное впечатление музыкального благозвучия, он умеет передать „звучащую ткань“ произведения, — а ведь музыка есть искусство звука…»
Другая сторона творческой деятельности музыканта – его работа с певцами. Б. был концертмейстером А. В. Неждановой в последние годы её жизни, Н. А. Обуховой (сохранился ряд фондовых записей с ней, которые были сделаны на радио), З. А. Долухановой, творческий союз с которой также являлся важной вехой его биографии. Б. сотрудничал с Д. А. Хворостовским – они осуществили совместные  поездки в США (Нью-Йорк, Вашингтон), Великобританию (Лондон), где ими был записан компакт-диск с сочинениями Чайковского и Рахманинова, выпущенный фирмой "Philips".
За годы преподавания воспитал плеяду музыкантов, среди которых были Борис Спасский и Максим Трефан. Вёл большую музыкально-просветительскую деятельность. Является автором ряда методических пособий и очерков о выдающихся музыкантах прошлого.
Олег Бошнякович скончался в 2006 году и был похоронен на Преображенском кладбище.